# مهند أبو دية
مهند بن جبريل بن خليل أبو دية مخترع سعودي من منطقة جازان جنوب غرب المملكة العربية السعودية، وهو من مواليد مدينة جدة ولد في 14 يناير 1987 / 14 جمادى الأولى 1407 هـ، تخرج في جامعة الملك فهد للبترول والمعادن في تخصص الهندسة الصناعية مع مرتبة الشرف، والده هو الإعلامي والمذيع المعروف جبريل أبودية.

## نشأته المبكرة
نشأ مهند أبودية في أحد أفقر أحياء مدينة جدة وبها ترعرع وتلقى تعليمه الابتدائي، كان طفلاً عادياً كباقي الأطفال, إلا أنه تميز بحب الاستطلاع الشديد وولعه الشديد بتفكيك الأجهزة الكهربائية والألعاب لمعرفة خباياها مما أثار استغراب أصدقائه بل وسخريتهم منه. بعدها اضطر بسبب ظروف عمل والده إلى الانتقال إلى مدينة الرياض وأكمل المرحلة المتوسطة والثانوية بمجمع مدارس جامعة الملك سعود والتي كان لها أكبر الأثر في إكمال مسيرته العلمية حيث كانت له مشاركات في بعض المسابقات المحلية والعالمية في مواد الفيزياء والكيمياء وفي الاخترعات وكان من المشاركين في النادي العلمي السعودي و مؤسسة الملك عبد العزيز ورجاله للموهبة والإبداع وفي الأنشطة اللاصفية، ثم بعد أن أكمل المرحلة الثانوية انضم إلى جامعة الملك فهد للبترول والمعادن وتخرج منها في تخصص الهندسة الصناعية . ولم يتوقف عند ذلك؛ بل كان مع انشغاله بالدراسة الجامعية يستثمر كل وقت لإكمال بعض الاخترعات والتجارب عليها بل كوّن مع مجموعة من زملائه مؤسسة تعليمية لإصدار بعض الدورات التعليمية في الفنون الفيزيائية والإلكترونية على اسطوانات وهي شركة فيزياميديا للإعلام العلمي.

## إنجازاته وجوائزه
يعتبر مهند أبو دية من أنشط المخترعين السعوديين الذين تركوا بصمات مؤثرة في الصعيدين العلمي والاجتماعي في مجال الاختراع رغم صغر سنه ومن ذلك:
- رأس النادي العلمي في جامعة الملك فهد للبترول والمعادن خلال الفترة (2005 - 2006).
- شارك في أول فريق علمي سعودي لصناعة المسرعات النووية بمدينة الملك عبد العزيز للعلوم والتقنية.
- عمل باحث في المركز الوطني للفيزياء والرياضيات (2005).
- أنشأ ورأس الفرع السعودي في الجمعية الدولية لطلاب الفيزياء.
- حصل على المركز الأول في مسابقة الفيزياء على مستوى المملكة.
- حاصل على مراكز متقدمة في الاختبار العملي في أولمبياد الفيزياء في كوريا.
- ألّف أكثر من 10 كتب ومنشورات عن مهارات الاختراع الأساسية المتقدمة والتي طبع منها أكثر من 60000 نسخة.
- قام بالتقديم والمشاركة في إعداد 5 برامج تلفزيونية متخصصة في ثقافة الاختراع.
- مؤسس مشارك في جمعية المخترعين السعوديين.
- شارك كمخترع في 8 معارض محلية وعالمية من خلال 9 اختراعات في مجال التقنيات الفيزيائية.
- مدرب مهارات اختراع معتمد، لعدة جهات عالمية.
- تم تكريمه من قبل الراحل خادم الحرمين الشريفين الملك عبد الله بن عبد العزيز وولي العهد الراحل الأمير سلطان بن عبد العزيز نظير انجاز اختراعه الغواصة العربية (صقر العروبة- 1) وقد قال له الملك عبد الله آل سعود عند لقائه به بعد اختراعه للغواصة: أن السعودية تفخر بوجودك ضمن أفرادها.
- حصل على عدة جوائز وميداليات دولية مثل ميدالية الاستحقاق الذهبية من الاتحاد الدولي للمخترعين (IFIA), والجوائز والميداليات المحلية مثل جائزة التميز لذوي الإعاقة لعام 2012م.

## اختراعاته
سجل مهند أبو دية مجموعة من براءات الأختراع باسمه، منها:
- قفاز يحول لغة الإشارة إلى صوت.
- قلم ذو نهاية ممغنطة تساعد الأطفال والذين يعانون الارتعاش باليد والمكفوفين على الكتابة على سطر مستقيم.
- سماعة أذن تنبه من يستخدمها إذا كانت وضعية جلوسه خاطئة.
- ومن أشهر اختراعاته غواصة أطلق عليها اسم «صقر العروبة» والتي يمكنها الغوص إلى عمق 6525 متراً تحت الماء، متفوقة على العمق الذي وصلت إليه الغواصة اليابانية شينكاي البالغ مدى العمق الذي تصل إليه 6500 متر وقال أنه في خلال الأربع السنوات التي كان يخترع فيها الغواصة سمع كلمة مستحيل 232 مرة، وكان يسجل كل كلمة مستحيل يسمعها فهو يعشق التحدي.

## الحادث
في الثالث من أبريل 2008 م، خرج مهند أبودية لإحضار بعض الأغراض لعائلته فتعطلت سيارته وأوقفها في جانب الطريق ظانا بأن المكان آمن إلا أنه حينما كان يصلح سيارته اصطدمت به وبسيارته إحدى السيارات الطائشة في حادث مروري مروع أدى إلى إصابة في الدماغ تسببت إصابته بالعمى؛ كما أدى إهمال الأطباء إلى بتر ساقه اليمنى إذ أن الطبيب المكلف أهمل ساقه لمدة طويلة ولم يتعامل معها كما يجب ما أدى إلى إصابتها بالغرغرينة فصار البتر واجبا، ودخل في غيبوبة لمدة 20 يوما، وقد صدر عنوان في إحدى الجرائد عن الحادث نصه (حادث مروع يحكي نهاية المخترع السعودي مهند أبو دية) فقال مهند : أن هذا العنوان كان أصعب عليه من الحادثة لما يحمله من سلبية.خبر الحادث في الصحف الألكترونية لكنه عاد بعد الحادث إلى نشاطه بشكل أقوى وأكثر تركيزا.

## بعد الحادث
تحول مهند بعد الحادث إلى لهيب من الحماس يكاد يلتهم ما حوله وقد برر ذلك في إحدى لقاءاته قائلاً: إن كنت أتغذى على التحديات، فإن الله رزقني بوجبة دسمة من التحديات.
- فاجأ المخترع السعودي كل من حوله أنه بعد الحادث ألقى ما يزيد عن 100 محاضرة جماهيرية، وأخذ عدة اعتمادات دولية من عدة جهات أوربية.
- أكمل دراسته الجامعية في جامعة الملك فهد للبترول والمعادن في تخصص الهندسة الصناعية وقد حصل عليها مع مرتبة الشرف.
- قام بتأسيس مركز اسطرلاب للتدريب ويرأس حالياً مجلس ادارتها.
- قام بتقديم أكثر من 500 ساعة استشارية عن تنفيذ الاختراعات وتسويقها.
- ومن العجيب أنه قال: إن آخر اختراعين له قبل الحادث كانا خاصين بالمكفوفين.

## من أقواله
- قال مهند عندما سُئِل عن يومياته بعد الحادث وفقد ساقه اليمنى وبصره: إن لاعبي البلايستيشن يضعون اللعبة على الوضع الصعب لكي يشعروا بالإثارة، فأنا الآن ألعب نفس حياتي السابقة ولكن على الوضع الصعب.
- عندما سُئِل عن ماذا قدم له الحادث قال: إنني مثل السهم أحتاج لقوة تشدني إلى الخلف لكي أنطلق بقوة إلى الأمام.
- قال أنه يعلق في غرفته الكثير من الحكم، وذكر منها: إذا لم تكن لديك الظروف فاصنعها.
- حل ضيفاً على برنامج «بيني وبينكم» في قناة الرأي مع الشيخ محمد العوضي بعد الحادث بسنة ونصف وختم الحلقة بقوله: إن كنت فقدت إحدى ساقيّ فأنا أقف على جبل من الطموح. ونزع نظارته السوداء وقام بتحطيمها بيده قائلاً: إن يأخذ الله من عينيّ نورهما ففي لساني وقلبي منهما نور. ورمى بها أرضاً في إشارة حقيقية إلى أنه لن يعيقك عائق إذا كنت تملك إرادة فولاذية.
- إنني أتغذى على التحديات فإذا قال لي أحدهم (أتحداك) فإن الأدرينالين يعمل بجسمي.
- قال أنه قد حفر على مكتبه بالفرجار مقولة: إذا سخر منك الناس فأنت في الطريق الصحيح.